# 헌덕왕릉
헌덕왕릉(憲德王陵)은 대한민국 경상북도 경주시 동천동에 있는, 신라 제41대 국왕 헌덕왕의 무덤이다. 1963년 1월 21일 대한민국의 사적 제29호로 지정되었다.

## 개요
경주 북천가에 있는 신라 제41대 헌덕왕(재위 809∼826)의 무덤이다.
헌덕왕의 본명은 김언승이며, 조카인 애장왕을 죽이고 왕이 되었다. 재위기간 동안에 농사를 권장하고 당나라와 친밀한 관계를 유지했으나, 김헌창의 난과 김범문의 난이 일어나는 등 국내정세가 혼란스러웠다. 『삼국사기』에 의하면 826년에 왕이 죽자 천림사의 북쪽에 장사지냈다고 한다. 천림사의 위치는 정확히 알 수 없으나 이 왕릉의 남쪽에 절터가 있어 이곳을 천림사 터로 본다.
이 능은 원형 봉토분으로 지름 26m, 높이 6m이다.
봉분 밑의 둘레를 따라 둘레돌을 배치하여 무덤을 보호하도록 하였다. 둘레돌은 먼저 바닥에 기둥 역할을 하는 돌을 한단 깔고, 그 위에 넙적한 돌(면석)을 세웠다. 면석사이에는 기둥역할을 하는 탱석을 끼워 고정시켰다. 탱석에는 무덤을 수호하는 상징적 의미로 방향에 따라 12지신상을 조각하였는데, 이 무덤에는 현재는 12지신상 중 돼지(해)·쥐(자)·소(축)·호랑이(인)·토끼(묘) 등 5개상만이 남아있다. 둘레돌 밖으로는 돌기둥을 세워 난간을 설치하고, 둘레돌과 난간 사이 바닥에는 돌을 깔았다.
지금의 모습은 1970년대에 정비된 것으로, 둘레돌의 일부와 돌난간석을 새로 만들었다.

## 사진

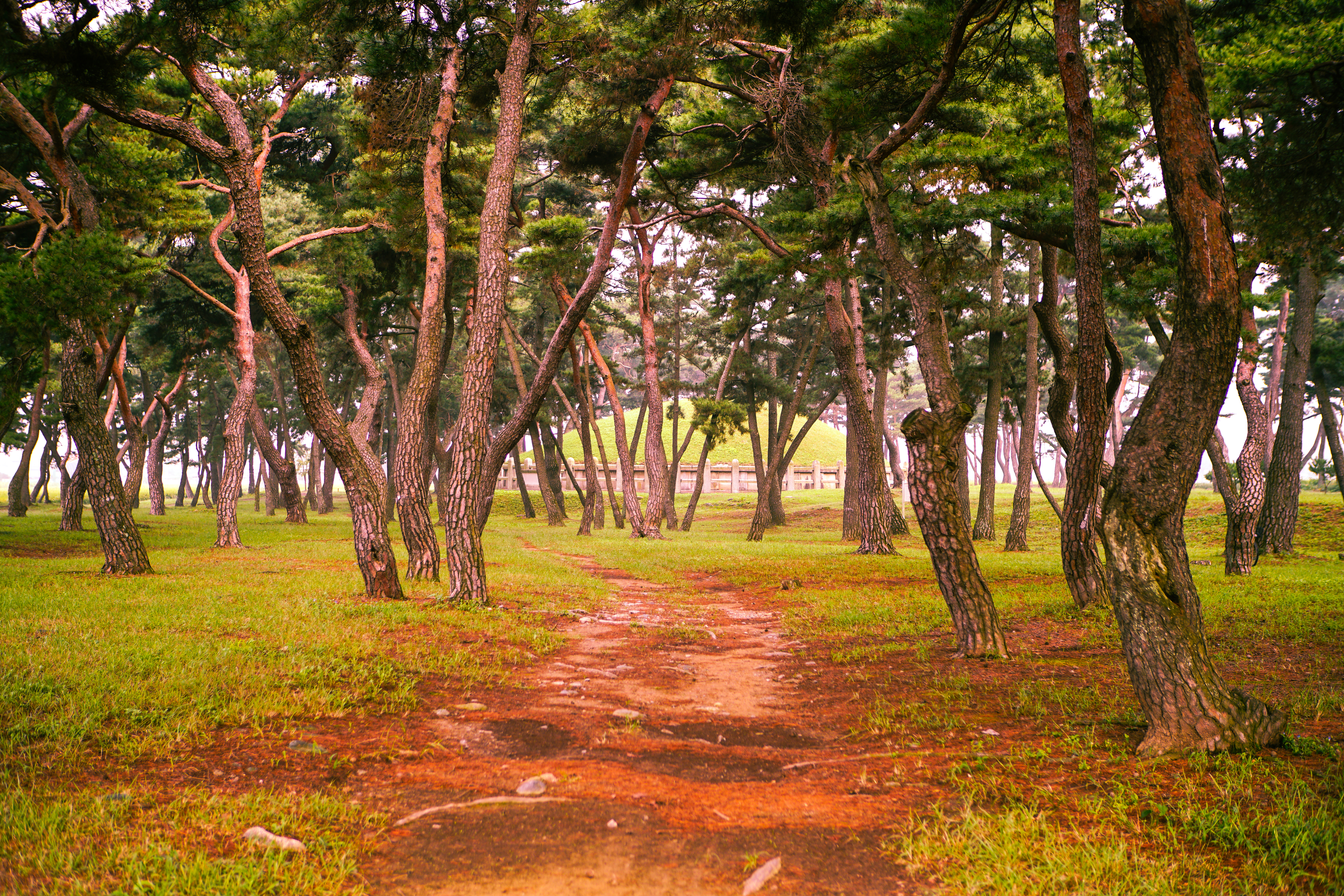
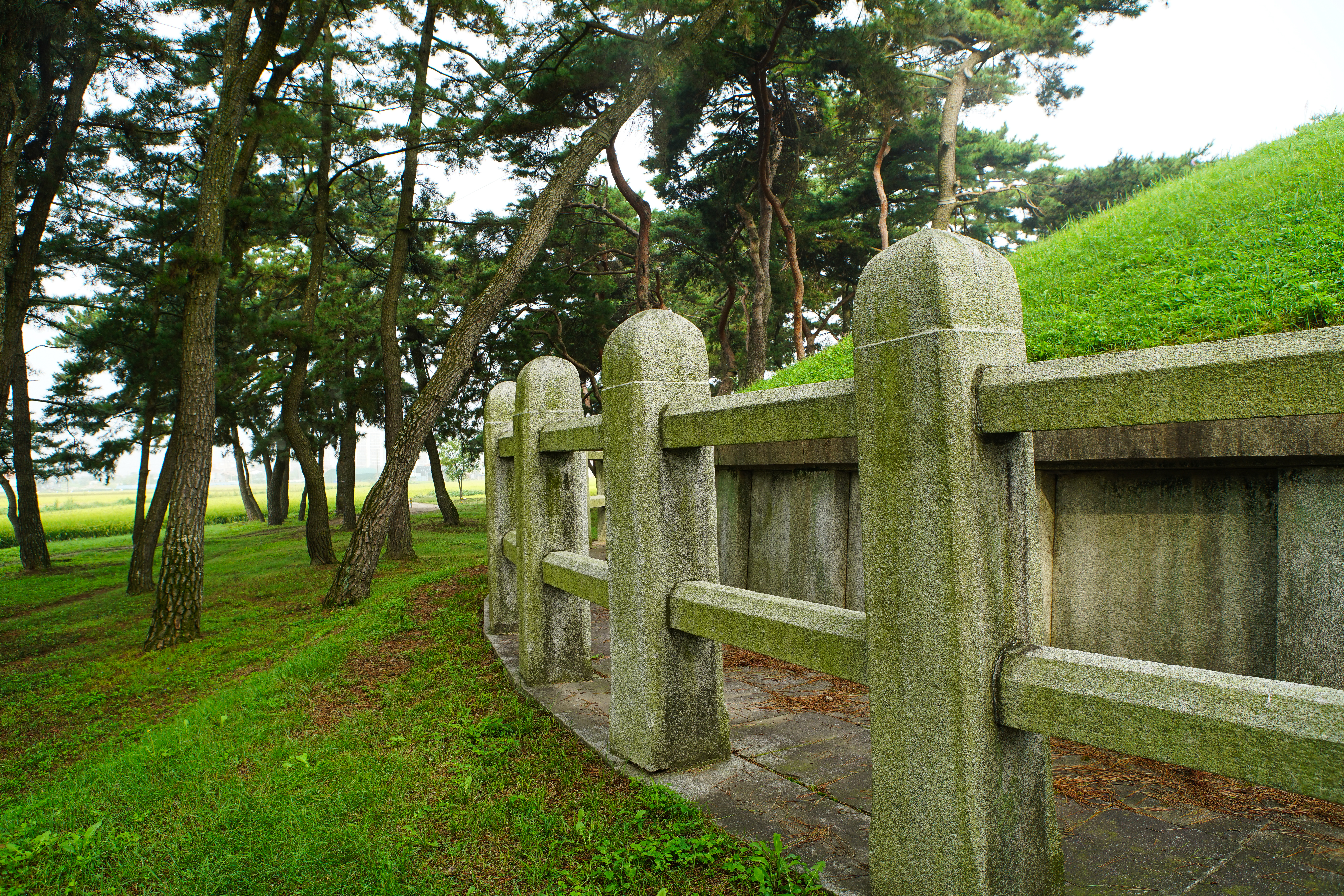

## 같이 보기
- 헌덕왕